# Charles du Bus de Warnaffe
Charles Paul Marie Léon Vicomte du Bus de Warnaffe (* 16. September 1894 in Brüssel; † 23. Oktober 1965 ebenda) war ein belgischer Politiker der Katholischen Partei.

## Leben
Du Bus studierte Rechtswissenschaften an der Katholischen Universität Löwen, wo er auch den Titel des Doctor juris erwarb und ging anschließend an die Princeton University zum Studium der Politik- und Geschichtswissenschaften.
Ab 1921 war Du Bus in Brüssel als Rechtsanwalt tätig und arbeitete von 1928 bis 1932 in der Brüsseler Stadtverwaltung. Anschließend war er bis 1934 Schöffe. 1934 wurde er als Abgeordneter der Katholischen Partei (und später der Christelijke Volkspartij) in die Belgische Abgeordnetenkammer gewählt, der er bis 1961 angehörte.
1934 wurde Du Bus in der Regierung Theunis II zum Minister für Verkehr und Post ernannt und war von 1935 bis 1936 unter Paul van Zeeland Innenminister und von 1937 bis 1938 Justizminister in der Regierung Janson I. 1944/45 übernahm er erneut die Leitung des Justizministeriums und war als Ersatz für den erkrankten Léonce Lagae von 1952 bis 1954 zum dritten Mal als Justizminister tätig.
Du Bus bemühte sich aktiv um das Schulwesen in Belgien. Ab 1932 war er Generalsekretär des Nationalen Komitees für Freie Erziehung und während des Schulkampfes in den 1950er-Jahren Vorsitzender des Nationalen Komitees für Freiheit und Demokratie. Er publizierte zudem zahlreiche Bücher zu diesem Thema.
1963 wurde Du Bus der Ehrentitel eines Staatsministers verliehen.

## Werke (Auswahl)
- L'école libre. Rex, Löwen 1932.
- La question scolaire. Rex, 1933.
- Culture et civisme. Casterman, Tournai, 1943.
- Au temps de l'unionisme. Casterman, Tournai, 1944.
- Principes catholiques et socialistes en matière d’éducation. Éditions du Comité national de l’enseignement libre, Brüssel 1956.